# Familii nobiliare din Germania
În afară de familiile domnitoare ale caselor Medicii sau Habsburg se mai pot aminti câteva familii nobiliare ca:

### Familia Fugger
Este o familie de nobili din Schwaben, care sunt cunoscuți din anii 1367 în Augsburg, linia familiei Fugger se stinge, prin anul 1494, familia de bancheri devine renumită prin  legăturile comerciale și bancare care le aveau la curtea imperială a lui Carol Quintul, legături realizate de fratele mai în vârstă Jakob care moare în anul 1469.

### Familia Maltzahn
Casa Maltzahn din Mecklenburg-Vorpommern care este subîmpărțită în familiile „Penzlin“ (Maltzan) din Müritz și „Sarow“ (Maltzahn) din Demmin, având unii reprezentanți mai de seamă ca:
- episcopul Bernhardus de Mulsan, amintit în 1194
- Ludolf Moltzan fost castelan între anii 1256 - 1283.
- Adolf Georg von Maltzan (1877–1927), diplomat german
- Andreas von Maltzahn (n. 1961), episcop din Mecklemburg
- Burchard Friedrich von Maltzahn, mareșal prusac prin 1816

### Familia Henneberg
De Casa ducilor Henneberg aparținea ducatul cu același nume care era situat între regiunea Thüringer Wald și cursul râului Main întinzându-se până la râul Rhön. Când ducatul a avut întinderea cea mai mare, a ajuns până la districtele de azi Coburg și Sonneberg ca și localitățile Bad Salzungen, Ilmenau și Aschach situat pe râul Fränkische Saale. Pe teritoriul ducatului de odinioară din Turingia de Sud, Regiunea Francă care se află azi în landurile Bayern, Thüringen, Baden-Württemberg și Hessen.
Familia Henneberg este o familie nobilă francă a cărui origine este atestată documentar din anii 1078.
- Membrii mai reprazentanți ai familiei sunt: